# 今市インターチェンジ
今市インターチェンジ（いまいちインターチェンジ）は、栃木県日光市平ケ崎にある日光宇都宮道路のインターチェンジである。
日光市中心部（今市市街・日光市役所）、日光江戸村、鬼怒川温泉、川治温泉などへのアクセスに用いられる。
本ICに料金所は設置されておらず、本ICと土沢ICの区間に限り通年無料で通行できる。

## 接続する路線

### 直接接続
- E81 日光宇都宮道路（3番）
  - 上下線とも出口との分岐地点に「ここから先 別料金」の標識があるが、上り線については前述の通り、次の土沢ICまでは無料で通行できる。
- 国道121号（121号本線と今市IC間を接続するための支線）
- 栃木県道70号宇都宮今市線

### 間接接続
- 国道119号（日光街道）
- 国道121号・国道352号 ※重複 （会津西街道）

## 歴史
- 1976年（昭和51年）12月25日：宇都宮IC - 日光IC間の開通により供用開始。

## 周辺
- 日光市役所
- 今市駅
- 下今市駅
- 上今市駅
- 道の駅日光
- 日光ランドマーク

## 隣
E81 日光宇都宮道路
(2-1) 土沢IC - (3) 今市IC - 日光口PA - (4) 日光IC/TB